# فرد ماكونيل
فرد ماكونيل (بالإنجليزية: Fred McConnell)‏ هو منتج أفلام وكاتب سيناريو أمريكي، ولد في 29 سبتمبر 1883 في واسيكا في الولايات المتحدة، وتوفي في 21 نوفمبر 1962 في لوس أنجلوس في الولايات المتحدة.

## وصلات خارجية
- فرد ماكونيل على موقع IMDb (الإنجليزية)